# Daniel Lloyd (autóversenyző)
Daniel Lloyd (Huddersfield, 1992. március 4. –) brit autóversenyző, a 2009-es Renault Clio UK Winter Cup győztese.

## Pályafutása
Pályafutását 2008-ban kezdte a Ginette Junior bajnokságban, az év végi összetettben az 5. helyen végzett 403 ponttal, a szezon során 4 alkalommal állhatott dobogóra, Croftban és Knockhillben nyerni tudott, a szezonzárón Brands Hatch-ben 2. lett, míg a Donington Park-i futamon 3. helyen végzett
2009-ben a Renault Clio kupában szerepelt, a téli kupát meg is nyerte.
2010-ben a Skip Barber Nemzeti bajnokságban versenyzett, illetve debütált a BTCC-ben is. Utóbbiban egy Vauxhall Vectrátval vett részt egy hétvégén Croft-ban, a 3 futamból kétszer pontszerzőként intették le, az első versenyen 7., a másodikon 14., míg a harmadikon 8. lett összesen 7 pontot gyűjtött a hétvége folyamán.
2011-ben a Volkswagen Scirocco kupában állt rajthoz a teljes szezonban. A harmadik helyen végzett a bajnokságban 351 ponttal. Négy alkalommal végzett a dobogón, kétszer nyert – a Lausitzringen, illetve a szezonzárón Hockenheimben -, valamint kétszer második lett – a szezonnyitó hockenheimi hétvégén és a Nürburgringen. Továbbá minden futamon célba ért és pontot gyűjtött.
2016-ban néhány hétvége erejéig visszatért a BTCC-be egy Honda Civic-kel, összesen 9 versenyen szerepelt és 36 pontot gyűjtött. 2017-ben a BTCC-ben kezdte a szezont egy MG 6 GT-vel, az eredmények nem igazán jöttek, mindössze kétszer tudott pontot szerezni az első 12 futamon, összesen 6-ot. Miután Hugo Valente váratlanul bejelentette a visszavonulást a TCR nemzetközi sorozat szezonjának közepén Lloyd kapta meg a lehetőséget a Lukoil Craft-Bamboo Racingtől.
2018-ban a Brit TCR-sorozatban futott teljes szezont, az évet domináns szerepléssel kezdte, az első hat futamon nem talált legyőzőre, utána viszont a teljesítménye ingadozni kezdett így csak az utolsó hétvégén tudta bebiztosítani bajnoki címét Ollie Taylorral szemben. Év közben ismét visszatért a BTCC-be is, ezúttal a BTC Norlin Racing Hondájával és megszerezte első győzelmét a sorozatban, a szezon végén a 18. helyen végzett 87 ponttal.
2019-re a szlovák Brutal Fish Racing szerződtette a második hétvégétől a TCR Európa-kupába. Két győzelmet is szerzett szezon közben. 2020-ban is maradt a gárda alkalmazásában. Három hétvégén keresztül is vezette a pontversenyt, azonban teljesítménye az idény középére valamelyest megcsappant, így csak az 5. helyen zárta a végelszámolást 212 ponttal.
2021 márciusában bejelentették, hogy újra a Brit túraautó-bajnokságban áll rajthoz az Adrian Flux with Power Maxed Racing színeiben. Legjobb hétvégéjét Silverstone-ban produkálta, amikor a három futamból kettőn is dobogóra állt és a fordulózárón ő vezette legtöbb körön keresztül a mezőnyt. Az összetettben a 11. helyen rangsorolták 190 ponttal.
2022 februárjában nyilvános lett, hogy a Hyundaiokat indító Excelr8 Motorsporthoz igazolt.

## Eredményei

### Teljes Brit túraautó-bajnokság eredménysorozata
| Év   | Csapat                        | Autó                               | 1   | 1   | 1   | 2   | 2   | 2   | 3   | 3   | 3   | 4   | 4   | 4   | 5   | 5   | 5   | 6   | 6   | 6   | 7   | 7   | 7   | 8   | 8   | 8   | 9   | 9   | 9   | 10  | 10  | 10  | Helyezés | Pont |
| 2010 | Uniq Racing with Triple Eight | Vauxhall Vectra                    | THR | THR | THR | ROC | ROC | ROC | BRH | BRH | BRH | OUL | OUL | OUL | CRO | CRO | CRO | SNE | SNE | SNE | SIL | SIL | SIL | KNO | KNO | KNO | DON | DON | DON | BRH | BRH | BRH | 17.      | 7    |
| ---- | ----------------------------- | ---------------------------------- | --- | --- | --- | --- | --- | --- | --- | --- | --- | --- | --- | --- | --- | --- | --- | --- | --- | --- | --- | --- | --- | --- | --- | --- | --- | --- | --- | --- | --- | --- | -------- | ---- |
| 2010 | Uniq Racing with Triple Eight | Vauxhall Vectra                    |     |     |     |     |     |     |     |     |     |     |     |     | 7   | 14  | 8   |     |     |     |     |     |     |     |     |     |     |     |     |     |     |     | 17.      | 7    |
| 2016 | Eurotech Racing               | Honda Civic Type R                 | BRH | BRH | BRH | DON | DON | DON | THR | THR | THR | OUL | OUL | OUL | CRO | CRO | CRO | SNE | SNE | SNE | KNO | KNO | KNO | ROC | ROC | ROC | SIL | SIL | SIL | BRH | BRH | BRH | 20.      | 36   |
| 2016 | Eurotech Racing               | Honda Civic Type R                 |     |     |     |     |     |     | 12  | 7   | 9   | 6   | 13  | Ki  | Ki  | 23  | 13  |     |     |     |     |     |     |     |     |     |     |     |     |     |     |     | 20.      | 36   |
| 2017 | MG RCIB Insurance Racing      | MG6 GT                             | BRH | BRH | BRH | DON | DON | DON | THR | THR | THR | OUL | OUL | OUL | CRO | CRO | CRO | SNE | SNE | SNE | KNO | KNO | KNO | ROC | ROC | ROC | SIL | SIL | SIL | BRH | BRH | BRH | 33.      | 6    |
| 2017 | MG RCIB Insurance Racing      | MG6 GT                             | 23  | 23  | 15  | Ki  | 21  | Ki  | 21  | Ki  | Ki  | 20  | 22  | 12  |     |     |     |     |     |     |     |     |     |     |     |     |     |     |     |     |     |     | 33.      | 6    |
| 2018 | BTC Norlin Racing             | Honda Civic Type R                 | BRH | BRH | BRH | DON | DON | DON | THR | THR | THR | OUL | OUL | OUL | CRO | CRO | CRO | SNE | SNE | SNE | ROC | ROC | ROC | KNO | KNO | KNO | SIL | SIL | SIL | BRH | BRH | BRH | 18.      | 87   |
| 2018 | BTC Norlin Racing             | Honda Civic Type R                 |     |     |     |     |     |     |     |     |     | 25  | 17  | Ki  | 8   | 9   | 1   | 9   | 15  | 9   | 21  | 16  | Ki  | 25  | 14  | 10  | 16  | 19  | 15  | 6   | 13  | 10  | 18.      | 87   |
| 2021 | Power Maxed Racing            | Vauxhall Astra                     | THR | THR | THR | SNE | SNE | SNE | BRH | BRH | BRH | OUL | OUL | OUL | KNO | KNO | KNO | THR | THR | THR | CRO | CRO | CRO | SIL | SIL | SIL | DON | DON | DON | BRH | BRH | BRH | 11.      | 190  |
| 2021 | Power Maxed Racing            | Vauxhall Astra                     | 16  | 14  | 5   | 7   | 12  | 13  | 11  | 6   | 9   | 13  | 21  | 11  | Ki  | 26  | 18  | 11  | 10  | 11  | 9   | 18  | Ki  | 3   | 11  | 2L  | 2   | 5   | 7   | 4   | 2   | 13  | 11.      | 190  |
| 2022 | Excelr8 Motorsport            | Hyundai i30 Fastback N Performance | DON | DON | DON | BRH | BRH | BRH | THR | THR | THR | OUL | OUL | OUL | CRO | CRO | CRO | KNO | KNO | KNO | SNE | SNE | SNE | THR | THR | THR | SIL | SIL | SIL | BRH | BRH | BRH | —        | 0    |
| 2022 | Excelr8 Motorsport            | Hyundai i30 Fastback N Performance | .   |     |     |     |     |     |     |     |     |     |     |     |     |     |     |     |     |     |     |     |     |     |     |     |     |     |     |     |     |     | —        | 0    |

### Teljes TCR nemzetközi sorozat eredménylistája
|  |  |  |  |  |  |  |  | 11 | 7 | 6 | Ki | 2 | 4 | 9 | 11 | Ki | Ni | Ki | Ni |

### Teljes Brit TCR-bajnokság eredménysorozata
| Év   | Csapat           | Autó                    | 1   | 1   | 2   | 2   | 3   | 3   | 4   | 4   | 5   | 5   | 6   | 6   | 7   | 7   | Helyezés | Pont |
| ---- | ---------------- | ----------------------- | --- | --- | --- | --- | --- | --- | --- | --- | --- | --- | --- | --- | --- | --- | -------- | ---- |
| 2018 | WestCoast Racing | Volkswagen Golf GTI TCR | SIL | SIL | KNO | KNO | BRH | BRH | CAS | CAS | OUL | OUL | CRO | CRO | DON | DON | 1.       | 514  |
| 2018 | WestCoast Racing | Volkswagen Golf GTI TCR | 1   | 1   | 1   | 1   | 1   | 1   | 2   | 1   | 2   | 4   | 3   | Ki  | 1   | 3   | 1.       | 514  |

### Teljes TCR Európa-kupa eredménysorozata
| Év   | Csapat             | Autó                   | 1   | 1   | 2   | 2   | 3   | 3   | 4   | 4   | 5   | 5   | 6   | 6   | 7   | 7   | Helyezés | Pont |
| 2019 | Brutal Fish Racing | Honda Civic Type-R TCR | HUN | HUN | HOC | HOC | SPA | SPA | RBR | RBR | OSC | OSC | CAT | CAT | MNZ | MNZ | 10.      | 183  |
| ---- | ------------------ | ---------------------- | --- | --- | --- | --- | --- | --- | --- | --- | --- | --- | --- | --- | --- | --- | -------- | ---- |
| 2019 | Brutal Fish Racing | Honda Civic Type-R TCR |     |     | Ki  | 13  | 11  | 11  | 35  | 16  | 12  | Ki  | 8   | 1   | 30† | 3   | 10.      | 183  |
| 2020 | Brutal Fish Racing | Honda Civic Type-R TCR | LEC | LEC | ZOL | ZOL | MNZ | MNZ | CAT | CAT | SPA | SPA | JAR | JAR |     |     | 5.       | 212  |
| 2020 | Brutal Fish Racing | Honda Civic Type-R TCR | 13  | 6   | 510 | 2   | 2   | Ki  | 16  | 16  | 85  | Ki  | 9   | 13  |     |     | 5.       | 212  |

† A versenyt nem fejezte be, de helyezését értékelték, mert a versenytáv több, mint 75%-át teljesítette.

### Teljes Maláj TCR-bajnokság eredménysorozata
| Év   | Csapat                  | Autó                         | 1   | 1   | 2   | 2   | 3   | 3   | Helyezés | Pont |
| ---- | ----------------------- | ---------------------------- | --- | --- | --- | --- | --- | --- | -------- | ---- |
| 2020 | Brutal Fish Racing Team | Honda Civic Type R TCR (FK8) | SEP | SEP | SEP | SEP | SEP | SEP | 2.       | 121  |
| 2020 | Brutal Fish Racing Team | Honda Civic Type R TCR (FK8) | 2   | 2   | 2   | 1   | 2   | 4   | 2.       | 121  |